# BIM Collaboration Format

Estructura de fitxers BCF

El BIM Collaboration Format (BCF) és un format de fitxer estructurat adequat per al seguiment d'emissions amb un model d'informació d'edificis. El BCF està dissenyat principalment per definir vistes d'un model d'edifici i informació associada sobre col·lisions i errors relacionats amb objectes específics de la vista. El BCF permet als usuaris de diferents programes BIM i/o diferents disciplines col·laborar en problemes relacionats amb el projecte. L'ús del BCF per coordinar els canvis en un BIM és un aspecte important d'OpenBIM.
El format va ser desenvolupat per Tekla i Solibri i posteriorment adoptat com a estàndard per buildingSMART. La majoria de les principals plataformes de programari de modelatge BIM admeten una mica d'integració amb BCF, normalment mitjançant complements proporcionats pel proveïdor del servidor BCF.
Tot i que el BCF es va concebre originalment com una base de fitxers, ara hi ha moltes implementacions que utilitzen el flux de treball col·laboratiu basat en núvol descrit a l'API BCF, inclosa la implementació de codi obert com a part del col·lectiu BIM de codi obert.
A Dinamarca s'ha realitzat un treball de recerca sobre l'ús del BCF per a una gamma més àmplia de gestió i intercanvi d'informació en el sector de l'arquitectura, l'enginyeria i la construcció (AEC).

## Programari de suport
Hi ha dues categories principals de suport per al BCF: programari de creació personalitzada i programari de coordinació. El programari d'autor pot generar i compartir problemes de BCF. El programari de coordinació és més potent per coordinar problemes i presentar una interfície d'usuari per a la gestió i el seguiment dels problemes. El programari de coordinació sol ser un servei basat en web que permet la coordinació en temps real a través de múltiples plataformes de programari de creació personalitzada i geografies. La majoria del programari BIM té una combinació d'aquestes funcions.
El BCF és compatible de manera nativa amb programari d'autor com Vectorworks, ArchiCAD, Tekla Structures, Quadri, DDS CAD, BIMcollab ZOOM, BIMsight, Solibri, Navisworks i Simplebim. Els connectors de BCF autònoms inclouen BCF Manager, i BCFier. El programari de coordinació com a serveis al núvol que ofereix un seguiment de problemes basat en BCF inclouen BIMcollab, Newforma Konekt, Vrex, Bimsync de Catenda, aplicació Bricks, usBIM.platform del programari ACCA, i OpenProject.